# Ventotene
Ventotene ist eine italienische Insel im Tyrrhenischen Meer. Sie gehört als eine der Pontinischen Inseln zur Provinz Latina in der Region Latium. Die Insel hat 689 Einwohner (Stand 31. Dezember 2023). Ihr antiker Name lautete Pandataria oder Pandateria. 

## Geographie
Die Insel hat eine Fläche von ungefähr 154 Hektar und ist vulkanischen Ursprungs. Sie ist der Hauptteil der Gemeinde Ventotene, zu der auch die kleine vorgelagerte, heute unbewohnte Insel Santo Stefano rechnet. 

## Geschichte
Die Insel diente unter den römischen Kaisern häufig als Verbannungsort, so für weibliche Familienangehörige wie Julia, Tochter des Kaisers Augustus (2 v. Chr.), Agrippina (29 n. Chr.), Enkelin des Kaisers, und Octavia. Auch die Gattin des Flavius Clemens, Domitilla, soll nach Pandataria verbannt und dort zu Tode gemartert worden sein.
Nach der Antike wurde die Insel erst wieder in der Regierungszeit der Bourbonen in Neapel besiedelt.
Ventotene war eine der Inseln (s. auch Lipari, Tremiti, Ponza), die das faschistische Regime als Verbannungsort für politische Gegner, die sogenannten Confinati, ausgewählt hatte. Die Kolonie in Ventotene wurde 1926 eröffnet und 1939 geschlossen, nachdem sie Tausende Antifaschisten aufgenommen hatte. 1940 wurde dort ein Internierungslager (campo di concentramento) errichtet. 
Die ersten Internierten waren ehemalige Confinati, deren Status von den Behörden einfach geändert worden war, um sie als Internierte auf der Insel zurückhalten zu können und nicht entlassen zu müssen. Der Winter 1941/42 setzte den Insassen besonders zu; sie litten Kälte und Hunger. Im Juni 1943 befanden sich in Ventotene 640 Confinati und 230 Internierte. Im August 1943 wurden alle Internierten verlegt oder entlassen. Zu den prominenten Internierten in Ventotene gehörten führende Sozialisten, Kommunisten und andere Antifaschisten wie Sandro Pertini, Francesco Fancello, Altiero Spinelli, Pietro Secchia, Mauro Scoccimarro, Giuseppe Di Vittorio, Alberto Jacometti und Mario Maovaz. Altiero Spinelli wurde später auf Ventotene begraben.
Die Insel wurde durch das 1941 verfasste Manifest von Ventotene „Für ein freies und einiges Europa“ bekannt. In der Tradition dieses Manifests findet jährlich das Internationale Ventotene-Seminar der Jungen Europäischen Föderalisten Italien auf der Insel statt.
Seit den 1960er Jahren entwickelte sich der Tourismus, der heute die Haupteinnahmequelle der Insel bildet. Der italienische Staat hat die Insel Ventotene mit dem Europäischen Kulturerbe-Siegel ausgezeichnet.
Am 22. August 2016 trafen sich an Bord des Hubschrauberträgers Giuseppe Garibaldi Matteo Renzi, François Hollande und Angela Merkel zu Beratungsgesprächen im Vorfeld des EU-Gipfels in Bratislava vor Ventotene.

## Sehenswürdigkeiten
Zu den Sehenswürdigkeiten der Insel zählt die unter den Bourbonen erbaute Kirche Santa Candida. Santa Candida war eine Märtyrerin in Karthago unter Maximian und ist die Schutzpatronin von Ventotene. Zu ihren Ehren wird am 20. September eine Wallfahrt veranstaltet, wobei ihre Statue aus der Kirche zum Hafen getragen wird, um dann wieder in die Kirche zurückzukehren. 
Auch ließen die Bourbonen die heute als Bürgermeisteramt genutzte Burg errichten. Des Weiteren gibt es die Überreste der antiken Villa di Giulia sowie die umliegenden Tauchgebiete. Auch haben die Römer an Land eine Fischzuchtanlage hinterlassen.

## Verkehr
Es besteht eine tägliche Fährverbindung mit Formia. In den Sommermonaten steuern zusätzlich Fähren aus Neapel, Terracina und Ponza die Insel an.